# Vidro de spin
Um vidro de spin (do inglês spin glass) é um sistema magnético no qual os acoplamentos entre os momentos magnéticos dos distintos átomos é aleatório nas interações de troca de sinal variável, tanto ferromagnético como antiferromagnético e apresenta um forte grau de frustração aumentado por desordem estocástica. Esta desordem magnética é semelhante à ordenação posicional de um vidro convencional.
Vidros de spin apresentam muitas estruturas metaestáveis, levando a uma plenitude de escalas temporais que são difíceis de explorar experimentalmente ou em simulações.
A interação com os elétrons de condução do metal origina a interação de troca de RKKY, de longo alcance e com sinal variável, entre os spins localizados em posições aleatórias. No entanto, quando a temperatura de transição é suficientemente baixa, os efeitos quânticos adquirem relevância devido à possibilidade de tunelamento.
O vidro de spin mais característico consiste numa liga de impurezas magnéticas diluídas numa matriz de metal nobre, como manganês em cobre.
Diz-se que a desordem que apresentam é recosturada devido a que os valores destes acoplamentos aleatórios permanecem congelados durante o tempo de observação. Para sua análise matemática se tem desenvolvido diversas ferramentas como, por exemplo, o truque das réplicas. Aspectos essenciais da transição de vidros de spin são explicados utilizando modelos nos quais os spins são considerados como variáveis clássicas, como no modelo de Sherrington-Kirkpatrick.

## Comportamento magnético
É a dependência do tempo que distingue os vidros de spin de outros sistemas magnéticos. Iniciando acima da temperatura de transição do vidro de spin, Tc, onde o vidro de spin exibe comportamento mais magnético (tal como o paramagnetismo como discutido aqui, embora outros tipos de magnetismos sejam possíveis), se um campo magnético externo é aplicado e a magnetização é plotada em função da temperatura, ela segue a lei de Curie típica (na qual a magnetização é inversamente proporcional à temperatura) até Tc ser alcançada. Nesse ponto a magnetização torna-se virtualmente constante (este valor é chamado "magnetização de campo resfriado"). Este é o início da fase vidro de spin.
Quando o campo externo é removido, o vidro de spin tem um rápido decréscimo de magnetização a um valor chamado de "magnetização remanescente", e então um decaimento lento ao longo do qual a magnetização aproxima-se de zero (ou uma pequena fração do valor original - isto permanece desconhecido). Este decaimento não é exponencial e nenhuma função descreve adequadamente a curva de magnetização versus tempo. Este decaimento lento é característico dos vidros de spin. Medições experimentais na ordem de dias têm mostrado contínuas mudanças acima do nível de ruído da instrumentação.
Se um teste similar é feito sobre uma substância ferromagnética, quando o campo externo é removido, há uma rápida mudança a um valor remanescente que então estabiliza-se constante no tempo. Para um paramagnético, quando o campo externo é removido, a magnetização rapidamente tende a zero e estabiliza-se ali. Em cada casa a mudança é rápida e, se cuidosamente examinada, apresenta-se como um decaimento exponencial com um tempo muito pequeno constante.
Se o contrário, o vidro de spin é resfriado abaixo de Tc na ausência de um campo externo, e então o campo é aplicado, há um rápido aumento a um valor chamado de magnetização de campo-resfriado-zero, a qual é menor que a magnetização de campo resfriado, seguido por uma lenta deriva em direção ascendente ao valor de campo resfriado.
Surpreendentemente, a soma de duas funções complexas de tempo (o campo-resfriado-zero e as magnetizações remanescentes) é uma constante, nomeada de valor de campo resfriado, e ambas dividem formas funcionais com o tempo (Nordblad et al.), pelo menos no limite de campos externos muito pequenos.

## O modelo de Sherrington e Kirkpatrick
Em adição a propriedades experimentais não usuais, vidros de spin são objeto de extensivas investigações teóricas e computacionais. Uma parte substancial do trabalho teórico inicial sobre vidro de spin foi tratada com a forma de teoria de campo médio baseada sobre um conjunto de réplicas da função partição do sistema.
Um importante modelo de vidro de spin resolvível exatamente foi apresentado por D. Sherrington e S. Kirkpatrick em 1975. Ele é um modelo de Ising com frustrações no ferro de longa distância, assim como acoplamentos antiferromagnéticos. Corresponde a uma aproximação de campo médio de vidros de spin descrevendo as lentas dinâmicas da magnetização, e o estado de equilíbrio não ergótico complexo.
A solução de equilíbrio do modelo, após algumas tentativas iniciais por Sherrington, Kirkpatrick e outros, foi encontrada por Giorgio Parisi em 1979 dentro do método da réplica. O subsequente trabalho de interpretação da solução de Parisi por M. Mezard, G. Parisi, M.A. Virasoro e muitos outros, revelou a complexa natureza de uma fase vítrea de baixa temperatura, caracterizada por quebra da ergodicidade, ultrametricidade e não automediação. Posteriores desenvolvimentos conduziram a criação do método da cavidade, permitindo o estudo da fase de baixa temperatura sem réplica. Uma rigorosa prova da solução de Parisi foi apresentada no trabalho de Francesco Guerra e Michel Talagrand.
O formalismo da teoria da réplica de campo médio tem sido aplicado no estudo de redes neurais, onde permitiu cálculos de propriedades, tais como a capacidade de armazenamento de arquiteturas de redes neurais simples sem requerimento de um algoritmo de treinamento (tal como retropropagação") sere projetado ou implementado.
Modelos de vidros de spin mais realistas com curto intervalo de frustração de interações e desordem, como o modelo Gaussiano, onde os acoplamentos entre spins vizinhos seguem uma distribuição Gaussiana, tem sido estudada extensivamente também, especialmente usando simulações de Monte Carlo. Na verdade, esses modelos tem sido desenvolvidos para exibir fases de vidro de spin, cercadas por uma delgada transição de fase.
Além da sua relevância para a física de matéria condensada, a teoria dos vidros de spin tem adquirido um caráter fortemente interdisciplinar, com aplicações à teoria das redes neurais, ciência da computação, biologia teórica, econofísica, etc.